# Regina Laval
Regina Laval fue una actriz que nació en Argentina, se hizo conocida como modelo en medios gráficos y trabajó luego en diversas películas. Debutó dirigida por Tito Davison en 1937 en Murió el sargento Laprida y tuvo un papel protagónico en el siguiente filme      
Sombras en el río  dirigida en 1939 por Juan Jacoby Renard. Posteriormente trabajó en varias películas, pero en papeles secundarios.

## Filmografía  como actriz
- Mi novia es un fantasma    (1944)
- Mañana me suicido    (1942)
- Cándida millonaria    (1941)
- Dama de compañía    (1940)
- El astro del tango    (1940)
- Amor    (1940)
- Sombras en el río     (1939)
- Murió el sargento Laprida     (1937)